# Voormalige bibliotheken in Brugge
Door de eeuwen heen bestonden in Brugge heel wat bibliotheken die sindsdien door allerlei omstandigheden zijn verdwenen. Sommige behoorden tot instellingen die werden afgeschaft en waarvan het boekenbezit werd geveild of door de overheid werd geconfisqueerd.
De oudste bibliotheek is die van de Sint-Donaaskathedraal. Andere voorbeelden zijn de 15de-eeuwse bibliotheek van Lodewijk van Gruuthuse, de 16de-eeuwse kortstondige openbare bibliotheek van Brugge, de 19de-eeuwse bibliotheek van Les Amis du Progrès en de 19de-20ste-eeuwse Keurbibliotheek.
Hierna worden enkele voormalige bibliotheken gegroepeerd behandeld. De totaliteit van alle vroegere en huidige bibliotheken in de stad Brugge is terug te vinden op de lijst van bibliotheken in Brugge.

## Bibliotheek Adornes

### Beschrijving
De Jeruzalemkerk werd in 1420-1430 gebouwd in opdracht van de gebroeders Pieter en Jacob Adornes, leden van de uit Genua afkomstige koopliedenfamilie die zich in Brugge had gevestigd, er welvarend was geworden en zich in de adelstand had genesteld.
In zijn testament van 1452 maakte Pieter Adornes melding van de in de Jeruzalemkerk aanwezige boekenverzameling die hij openstelde voor gebruik om elcken meinsche syn profyt daarin te meughen doen. Zijn erfgenamen moesten dit verder zo houden en de boeken ter plekke toegankelijk maken.
De librije in de Jeruzalemkerk heeft zeker bestaan van 1452 tot 1502.

## Bibliotheek Onze-Lieve-Vrouwekerk

### Beschrijving
In 1519 maakte Lodewijk Witkin, kapelaan van de Onze-Lieve-Vrouwe kerk een testament op waarin hij al zijn boeken die zich in het koor van de kerk bevonden, schonk om ze aldaar te behouden omme elkeen die sal willen yet daer in (te) sien, lesen of studeren. Hij voegde eraan toe dat de boeken dienden te worden vastgeketend dat men ghene van dien en vervreemde noch een verliese.
Hoelang deze eerste vorm van openbare bibliotheek, die dus blijkbaar bij leven al door Witkin was ingericht, in deze kerk behouden werd, is niet bekend.

## Bibliotheek van de voormalige Sint-Andriesabdij Brugge

### Beschrijving
Van de oorspronkelijke bibliotheek opgebouwd in de Sint-Andriesabdij zijn slechts flarden bekend, genoeg echter om te besluiten dat het nooit een uitgebreide verzameling is geworden. Toen de monniken van Affligem de door hen gestichte priorij zelfstandig maakten, lieten ze enkele handschriften na. In het begin van de 14de eeuw schafte abt de Colonia zich enkele liturgische handschriften aan. Abt Roland van Steelandt bestelde twee psalters en abt Boudewijn Vilain schonk enkele antiphonaria.
In verschillende bibliotheken vindt men thans nog werken die uit die vroegere bibliotheek stammen, zoals de volgende handschriften:
- de Isidoruscodex (Bibliotheek van het Vaticaan)
- de Chronica Sancti Andreae, de kroniek van de Sint-Andriesabdij, door Arnout Goethals (1500 – ca. 1560, Stadsbibliotheek Brugge en uitgegeven door James Weale)
- een Rituale monasticon (Bibliotheek van Millau, Aveyron)
- een Breve Compendium (Bollandisten, Brussel)

Uit deze bibliotheek zijn ook nog enkele wiegedrukken en post-incunabels bekend, waarvan in de Brugse stadsbibliotheek bewaard worden:
- het Supplementun Chronicarum van Jacobus Bergomensis (Venetië 1492)
- het Speculum naturale van Vincent van Beauvais (Venetië 1494)
- het Liber Chronicarum van Hartmann Schedel (Augsburg 1497)
- Tractatus de profectu religioso van de heilige Bonaventura (Parijs, circa 1500)

In 1578 werden de monniken onverwacht verdreven en de abdij geplunderd door de Gentse Calvinisten. Het is dus niet zeker dat er nog iets van de bibliotheek ter plekke bleef of door de monniken kon worden gered, zodat het waarschijnlijk is dat na hun terugkeer in 1584 en de heroprichting van het klooster, ze van voren af aan moesten beginnen, ook wat betreft het boekenbezit.
De heroprichting van de bibliotheek was voornamelijk het werk van Henricus van de Zijpe (ca. 1570-1659) die in 1616 abt van de abdij van Sint-Andries werd. De verzameling werd uitgebreid en de abt liet een bibliotheekgebouw oprichten. Het boekenbestand is goed bekend, dankzij een catalogus die werd opgemaakt in 1720, tijd waarin de monnik Boudewijn Boens (Brugge 1649 - ca. 1725) bibliothecaris was. In deze bibliotheek waren volgens publicatiedatum aanwezig: 23 boeken (15de eeuw), 632 boeken (16de eeuw), 1395 boeken (17de eeuw), 10 boeken (eerste jaren 18de eeuw). Het is vooral door van de Zijpe dat de boeken werden aangekocht. Na zijn dood in 1659 viel deze aankoop grotendeels stil.
Na de opheffing van de abdij werd het boekenbezit verspreid en vindt men er, zoals hierboven gemeld, hier en daar enkele sporen van terug.

### Bron
- Catalogus librorum Abbatiae Sancti Andreae Apostoli, juxta Brugas, Ordinis Sancti Patris Nostri Benedicti (Handschrift, Stadsarchief Brugge, Fonds van Caloen).

## Bibliotheek Ten Duinen Brugge

### Beschrijving
De indrukwekkende verzameling handschriften en drukwerken, die door de monniken van de abdij Onze-Lieve-Vrouw Ten Duinen in Koksijde was bijeengebracht, werd tijdens de verwoesting van de abdij in 1578 grotendeels geplunderd of ging in de vlammen op. Slechts een klein deel kon worden gered en naar Ten Bogaerde en vervolgens naar Veurne overgebracht. Een van deze waardevolle werken is het 'Benedictional' (gebedenboek) van abt Robert de Clercq, een met miniaturen geïllustreerd handschrift van ca. 1525 (118 folios), bewaard in de Cambridge University Library (Accession no. MS. Mn.4.1), met o.a. het portret en wapenschild van abt Robrecht II de Clercq uit Atrecht (1519–1557). Een gedeelte van de bibliotheek bevond zich in het Duinenhuis in de Snaggaardstraat in Brugge. Het werd door de overheid aangetroffen bij een Claude Verdonck en gevoegd bij de geplande openbare bibliotheek in de H.-Bloedkapel, om na 1584 naar de abdij terug te keren. De inventaris van 1584 gemaakt op last van abt Laurent van den Berghe deed vaststellen dat de abdij nog 139 handschriften bezat. Samen met 70 in zijn persoonlijk bezit, maakte dit 201 codices. Daarnaast waren er de gedrukte boeken.
Toen de abdij in 1627 onder de leiding van abt Bernard Campmans († 1642) naar Brugge verhuisde en bij die gelegenheid ook een fusie aanging met de abdij Ter Doest, verdubbelde het boekenbezit. In 1638 stelde prior Carolus de Visch (1596-1666) een nieuwe inventaris op ten behoeve van Antonius Sanderus. Hij noteerde 1025 handschriften, hetgeen er, in vergelijking met de andere door Sanderus beschreven bibliotheken, een van de belangrijkste handschriftenverzamelingen in de Nederlanden van maakte.
Een derde inventaris volgde in 1725 en 1740 door prior Antonius De Blende. Hij noteerde 8800 titels, handschriften en gedrukte boeken bij elkaar.
Toen in 1796 de Duinenabdij door de Fransen bezet werd en de monniken verdreven, werd in de abdijgebouwen tussen 1798 en 1803 een École centrale opgericht met als bibliotheek de geconfisqueerde boeken van West-Vlaamse kloosters en abdijen, waaronder ook de boeken van Ten Duinen. Na het verdwijnen van deze school, werd de collectie ondergebracht in de Gotische Zaal van het Brugse stadhuis. Dit had tot gevolg dat enkele honderden handschriften en heel wat boeken, afkomstig van de abdij Ten Duinen, eigendom werden en zijn gebleven van de Brugse openbare bibliotheek.

## Bibliotheek van de Brugse Jezuïeten

### Beschrijving
De jezuïeten vestigden zich in 1574 in Brugge en stichtten er een school. Uiteraard was zowel voor de kloostergemeenschap als voor de school een bibliotheek noodzakelijk. In de loop van de jaren nam ze steeds grotere uitbreiding.
In 1773 werd de jezuïetenorde afgeschaft en al zijn bezittingen werden openbaar bezit. De bibliotheken van alle vestigingen van de Sociëteit in de Zuidelijke Nederlanden werden samengevoegd (ongeveer 500.000 boekdelen) en werden in grote mate gratis overgedragen naar de Koninklijke Bibliotheek in Brussel of de verschillende keizerlijke colleges. Wat overbleef werd verkocht. Voor Brugge werden circa 6.000 werken geveild, die hoofdzakelijk afkomstig waren van het Belgische college, maar ook voor een kleiner gedeelte van het Engels college dat zich in 1762 in Brugge had gevestigd. Het is dus moeilijk te achterhalen hoeveel boeken in de twee bibliotheken aanwezig waren, maar men mag aannemen dat het om een veelvoud ging van het restant dat geveild werd.

## Bibliotheek Société Littéraire

### Beschrijving
In 1786 werd, in de geest van de tijd, in Brugge een 'Société Littéraire' opgericht. Naar het voorbeeld van Engelse clubs konden de heren van stand er terecht om gelijkgezinden te ontmoeten, de kranten te lezen, gezelschapsspelen te beoefenen, te discussiëren en het glas te ledigen.
De Club legde ook een eigen bibliotheek aan, met boeken die vaak op de politieke en maatschappelijke actualiteit inspeelden en die de leden ter plekke konden lezen of konden ontlenen. Er werd een catalogus opgemaakt van de aanwezige werken. Nieuwe boeken moesten voorafgaandelijk aan de censuur van de burgemeester worden voorgelegd. In principe mochten geen verboden werken worden aangeschaft, maar dit werd waarschijnlijk niet tot op de letter onderhouden. De catalogus is niet bewaard gebleven, maar wel de lijst van de kranten waarop de Club in de Oostenrijkse tijd geabonneerd was en hierionder bevonden er zich verschillende die door de overheid verboden waren. Het zal met de boeken waarschijnlijk niet anders geweest zijn.
Hoelang de bibliotheek van de Club bestond en of ze tijdens de bewogen tijd van de revoluties stand hield is niet duidelijk. In de 19de eeuw lijkt alvast in de verslagen van de herrezen Société Littéraire geen sprake meer te zijn van een bibliotheek.

## Literair cabinet Joseph Bogaert

### Beschrijving
De drukker, uitgever en boekhandelaar Joseph Bogaert (1752-1820) vestigde zich in Brugge in 1783. In volle revolutieperiode richtte Bogaert in 1788 in zijn boekhandel op de Markt een leeskabinet of uitleenbibliotheek op. Toen hij in 1795, in de periode waarin de Zuidelijke Nederlanden bij Frankrijk werden ingelijfd, zijn drukkerij en boekhandel verhuisde naar de Kuipersstraat, verhuisde de uitleenbibliotheek mee. Ondanks de gehechtheid van Bogaert aan de Vlaamse taal, werd het een overwegend zo niet volledig aanbod van Franse boeken. Hij leende de boeken tegen een kleine vergoeding uit voor periodes van een maand, een trimester of zelfs een jaar.

### Bron
- LIVRES que l'on donne en lecture chez J. Bogaert et Fils, imprimeurs-libraires, rue des Tonneliers no 16 à Bruges.

### Voetnota
1. ↑  Destijds hadden de cabinets littéraires een grote culturele invloed in gans Europa, als voorbeeld het beroemde Cabinet Vieusseux in Firenze.

## Bibliotheek Willemsfonds Brugge

### Beschrijving
De Brugse afdeling van het Willemsfonds werd gesticht in 1872. In maart 1876 werd een bescheiden uitleenbibliotheek opgericht. In 1878 besliste het bestuur er een echte volksbibliotheek van te maken en hiervoor de nodige fondsen en subsidies bijeen te brengen. In 1881 opende de bibliotheek haar deuren, met Karel De Flou als eerste bibliothecaris en Julius Sabbe als voorzitter van de Commissie voor de boekenkeuze. De bibliotheek bezat 600 werken en was aanvankelijk alleen toegankelijk voor leden van het Willemsfonds. In 1892 schonk de vereniging 'Les Amis du Progrès' haar bibliotheek aan het Willemsfonds. Toen in 1894 de bibliotheek werd opengesteld voor het brede publiek, bezat ze 1500 werken, twee jaar later opgeklommen tot 2500. In 1910 werd een filiaal geopend in Zeebrugge, onder de leiding van Richard Maerten. In 1912 werd een rondreizende bibliotheek opgericht, vooral bestemd voor Knokke en in 1914 werd in Moerkerke een derde filiaal geopend. Tijdens de Eerste Wereldoorlog werkte de bibliotheek door en kende, dankzij de leeshonger in die jaren, een stage vooruitgang.
Terwijl na de oorlog de filialen in Zeebrugge, Knokke en Moerkerke met vallen en opstaan verder werkten maar uiteindelijk toch moesten sluiten, werd in Beernem een nieuw filiaal opgericht in 1934. De werking van de hoofdbibliotheek was succesvol en maakte er de grootste uitleenbibliotheek van de stad van. In 1932 werd de leraar en dichter Jan Schepens tot bibliothecaris benoemd. Tijdens de jaren dertig daalde de belangstelling voor de bibliotheek en het is pas tijdens de Tweede Wereldoorlog dat de uitleningen opnieuw gingen stijgen.
Na de oorlog kreeg de bibliotheek het moeilijk. De uitleningen daalden, de inkomsten eveneens en de overheidsreglementen maakten het moeilijker een privébibliotheek in leven te houden. De concurrentie met de openbare bibliotheek werd steeds moeilijker. Na heel wat pogingen tot vernieuwde activiteit, werd uiteindelijk in 1988 de bibliotheek overgedragen naar de stadsbibliotheek. De boeken van het Willemsfonds werden ondergebracht in de filiaalbibliotheek De Dijk in Sint-Pieters, die de naam Jan Frans Willemsbibliotheek kreeg.

## Katholieke Volksbibliotheken

### Beschrijving
Midden negentiende eeuw ontstonden liefdadige genootschappen onder de benaming 'Conferentie van Sint-Vincentius a Paulo'. Ze waren georganiseerd per parochie en verenigden dames en heren uit de burgerij die zich inzetten voor de minderbedeelden. Een van hun activiteiten bestond in het oprichten of het steunen van parochiale uitleenbibliotheken.
Ook in de schoot van de 'Gilde der Ambachten', de in 1887 gestichte sociale organisatie die later het 'Algemeen Christelijk Werkersverbond' (ACW) werd, ontstonden allerhande activiteiten, waarvan één het oprichten was van volksbibliotheken. De eerste en voornaamste, genaamd Guido-Gezelleboekerij, ontstond in de gebouwen van de 'Gilde' in de Oude Burg. Vervolgens werden op de Brugse randgemeenten hier en daar gelijkaardige bibliotheken opgericht.
- De Katholieke volksbibliotheek in Groeninge werd opgericht in 1865 en maakte deel uit van de Kosteloze zondagsschool, een activiteit die doorging in een aangrenzend pand in de Nieuwe Gentweg. De bibliotheek, hoofdzakelijk bestuurd door de geestelijkheid van de parochie van de Heilige-Magdalena, bezat in 1897 circa 4000 boeken. Wie een abonnementskaart aankocht voor 10 centiemen kon gratis en onbeperkt boeken ontlenen. De zondagsschool groeide uit tot de 'vakschool' en 'vrije beroepsschool' (thans Vrij Technisch instituut) en verhuisde in 1932 naar de Boeveriestraat. De volksbibliotheek is niet mee verhuisd en hield op te bestaan. Het boekenfods werd overgenomen door de volksbibliotheek in de Oude Burg.
- De Katholieke volksbibliotheek van Sint-Vincentius à Paulo in de Sint-Jorisstraat werd waarschijnlijk in 1852 gesticht.Het boekenfonds bestond uit circa 1500 boeken die gratis werden uitgeleend. Het initiatief hiertoe was genomen door de Conferentie van Sint-Vincentius op de parochies Sint-Jacob en Sint-Gillis. Na 1907 verhuisde de bibliotheek naar de Ezelstraat in de vroegere 'Arme Maagdekensschool', later basisshool-afdeling van het Sint-Lodewijkscollege. Ze hield ermee op in 1969.
- De Katholieke volksbibliotheek van de Verwersdijk werd voor 1867 opgericht (Guido Gezelle maakte er in dat jaar in t Jaer 30' melding van) en was de parochiale bibliotheek voor de Sint-Walburgaparochie. Ze hield op te bestaan in 1909 of iets vroeger. Ook hier kon men volledig gratis de boeken ontlenen en werd de leiding waargenomen door de plaatselijke onderpastoor. De bibliotheek bevond zich in het gebouw achter de Sint-Walburgakerk, waar ook het ontspanningslokaal voor meisjes was gehuisvest.
- De Sint-Annavolksbibliotheek werd in 1902 gesticht als kosteloze parochiale bibliotheek, die gevestigd was in de Venkelstraat, naast het ontspanningslokaal voor jongens. Het was in zekere zin de opvolger van de bibliotheek aan de Verwersdijk en nam waarschijnlijk haar boekenfonds over. Deze bibliotheek verdween rond 1930.
- De Katholieke volksboekerij Guido Gezelle in de Oude Burg, werd omstreeks 1895 opgericht in de schoot van de Gilde der Ambachten. De stichter was meest waarschijnlijk de proost van de Gilde, Eerwaarde heer F. X. Mervillie. De bibliotheek werd financieel ondersteund door enkele plaatselijke afdelingen van vakverenigingen en andere weldoeners. Ze was gehuisvest in de gebouwen van 'De Gilde', Oude Burg, 19. In 1921 werd ze een erkende en gesubsidieerde bibliotheek die de naam 'Guido Gezelle' kreeg. Ze werd in 1969 overgenomen door de openbare bibliotheek van de stad Brugge.

### Bron
- Boekenlijst der Katholieke Volksbibliotheek, Sint-Jorisstraat, 14 Brugge, Brugge, 1907.

## Bibliotheek Vlaamsche Broederbond

### Beschrijving
In 1862 werd in Brugge de Vlaemschen Broederbond opgericht die zich tot doel stelde 'de zedelijke, stoffelijke en verstandelijke belangen van de bevolking' te bevorderen. Aan de vereniging waren een toneel- en zangafdeling, een sprekersafdeling en een bibliotheek verbonden. De 'Broederbond' verdween tijdens de Tweede Wereldoorlog. Of de bibliotheek even lang stand hield is niet zeker. Er is tot hiertoe weinig of niets hierover terug te vinden.

## Bibliotheek Van Gheluwe's Genootschap

### Beschrijving
Opgericht in 1878 was het Van Gheluwe's Genootschap, genaamd naar de hoofdonderwijzer van de stadsarmenschool Jan Van Gheluwe (†1843) een liberale arbeidersbeweging met onder meer een ziekenbond, een spaarkas en een coöperatieve slagerij. Het doel was vooral in te staan voor volksopvoeding door naschools onderwijs, voordrachten en het ter beschikking stellen van een bibliotheek met leeszaal. De vereniging had gedurende een aantal jaren heel wat succes en hield haar activiteiten in het Rood Huis, waar ook de bibliotheek zich bevond. In 1906 verhuisde ze mee met andere liberale verenigingen naar het door een liberale coöperatieve vennootschap aangekochte Zwart Huis in de Kuipersstraat.
Het is niet helemaal duidelijk wanneer de bibliotheek verdween. Dat kan in 1902 geweest zijn toen de door het Genootschap gestichte Maatschappij voor Volksonderricht ermee ophield, of naar aanleiding van de Eerste Wereldoorlog. Het is waarschijnlijk dat de boeken terechtkwamen in de bibliotheek van het Willemsfonds, wellicht al naar aanleiding van de verhuizing van beide verenigingen naar het Zwart Huis..

## Bibliotheek Cercle Littéraire Excelsior

### Beschrijving
in 1883 richtten enkele jongeren uit de liberale burgerij een 'Cercle littéraire et artistique' op onder de naam 'Excelsior'. De bedoeling was uiteraard in de eerste plaats een ontmoetingsplaats te creëren, in de stijl van de 'Société littéraire'. Een bibliotheek hoorde daar ook bij. De vereniging hield haar bijeenkomsten in het Café-restaurant A la Civière d'Or op de Markt.
De vereniging liet vooral van zich horen omdat ze erin slaagde heel wat grote namen van de Franse literatuur naar Brugge te doen komen om er een voordracht te geven. Te vermelden zijn Paul Verlaine, Stéphane Mallarmé, Georges Rodenbach, Auguste Villiers de L'Isle-Adam, Stefan Zweig, Maurice Barrès. De conferenties gingen door in het Grand Hôtel du Sablon in de Noordzandstraat. De vereniging overleefde de Eerste Wereldoorlog met moeite en verdween in 1921.
De bibliotheek van de kring bestond praktisch uitsluitend uit recente Franse literatuur. In de eerste twee jaar werden 50 boeken aangekocht, en in 1885 waren het er al 200, terwijl de bibliotheek nu ook voor buitenstaanders werd opengesteld. In 1893 bezat de bibliotheek een paar duizend boeken. Rond 1909 verhuisde ze van 'La Civière d'Or' naar 'Au Cornet d'Or' op het Simon-Stevinplein. Het uitlenen eindigde met het verdwijnen van de vereniging. De bibliotheek liet niets meer van zich horen, tot de 6.000 boeken die ze bezat in 1940 werden teruggevonden op de zolder van het liberale lokaal Zwart Huis in de Kuipersstraat. Aangetast door vochtigheid en muizen waren de boeken in een zo deerlijke staat dat de bibliotheek van het Willemsfonds weigerde ze over te nemen. Ze werden het bezit van de dichter Jan Schepens die het grootste deel moest vernietigen en een klein deel behield of wegschonk.

## British Library

### Beschrijving
De Engelse kolonie was, vanaf het eerste kwart van de negentiende eeuw in Brugge talrijk. Ze had haar eigen winkels, tennisclub, toneelgezelschap, enz. Ze had ook een bibliotheek, gevestigd in de Grauwwerkersstraat. Er was aan deze echter geen lang leven beschoren en in 1843 verdween ze en werd het boekenbezit openbaar verkocht.

### Bron
- Vente publique d'une grande collection de livres formant le cabinet de lecture de la librairie anglaise. Rue des Pelletiers, cidevant Rue des Grisons à Bruges, in: Gazette van Brugge, 9 augustus 1843.

## Uitleenbibliotheek Lode Zielens

### Beschrijving
De bibliotheek Lode Zielens werd na de Eerste Wereldoorlog opgericht in de schoot van de socialistische 'zuil' in Brugge. Ze was bestemd voor de arbeidersklasse en bevatte derhalve heel wat boeken van het 'lichtere' en ontspannende genre. Men kon er ook terecht voor zogenaamd 'gewaagde' boeken die men in de andere, meer katholiek geleide bibliotheken in de stad, niet aantrof.
De bibliotheek was gevestigd in een lokaal van het huis Steenstraat 96, waar verschillende socialistische activiteiten verenigd waren. Toen het gebouw werd gesloopt diende een andere huisvesting gevonden. Die werd in een stadseigendom gevonden in de Westmeers, waar Brugge eigenaar was geworden van een vroegere parochiaal gebouw in neo-gotische stijl. Deze bibliotheek had het, net als de andere privébibliotheken, moeilijk om stand te houden en werd in 1986 overgenomen door de openbare bibliotheek, waarvan ze een filiaal werd. In 2022 werd het filiaal gesloten.

## Uitleenbibliotheek Rousseau

### Beschrijving
Het echtpaar J. Rousseau - De Muyter baatte in de Langestraat 29 een winkel uit van school- en kantoorbehoeften, een krantenwinkel en een kleine boekhandel die meest stationromannetjes aanbood. In een achterliggend lokaal richtte het paar ook een uitleenbibliotheek op. De aangeboden werken waren de succesboeken van het ogenblik, zowel in het Nederlands als in het Frans. Rousseau had de reputatie 'gewaagde' boeken aan te bieden. Het waren alvast boeken die men in het Nederlands alleen in de Uitleenbliotheek Lode Zielens kon vinden en in het Frans nergens. De 'gewaagdheid' moet wel met een korrel zout genomen, want enkele jaren later waren ze ook in de stadsbibliotheek en elders te vinden.
Precieze begin- en einddata voor deze privé-uitleenbibliotheek zijn er voorlopig niet. De waarschijnlijke data situeren zich tussen begin 1930 en midden de jaren 1970. Als krantenwinkel en kleine boekhandel en papeterie bleef de zaak op hetzelfde adres met opeenvolgende uitbaters verder bestaan.

## Bibliotheek van de Sint-Godelieveabdij
Boeveriestraat 45, 8000 Brugge

### Beschrijving
Oorspronkelijk gaat het om de bibliotheek die bewaard werd in de abdij van Gistel, aangevuld met aankopen en schenkingen. Het gaat om overwegend religieuze literatuur, met veel aandacht voor benedictijnse geschiedenis en spiritualiteit.
De bibliotheek bezit 20 oude handschriften en ongeveer 2600 oude drukken uit de 16de tot 18de eeuw, waaronder 2 incunabels, 5 postincunabels en 100 titels uit 1540-1600.

## Bibliotheek van de Sint-Trudoabdij
Pelderijnstraat 14, 8310 Brugge

### Beschrijving
De bibliotheek werd samengesteld vanaf de 17de eeuw en bevat onder meer 300 drukken afkomstig van de vroegere Sint-Trudoabdij binnen Brugge. De inhoud is vooral: religieuze literatuur, hagiografie, bijbels, geschiedenisboeken.
In het vooruitzicht van het sluiten van de abdij in Male, werd het merendeel van de boeken naar de bibliotheek van het grootseminarie overgebracht.

## Bibliotheek klooster Kapucijnen
Boeveriestraat, 8000 Brugge

### Beschrijving
De kapucijnen hadden in Brugge twee centra, die beide op studie gericht waren. Het klooster in de Sint-Clarastraat was opleidingscentrum voor de jonge religieuzen, het klooster in de Boeveriestraat herbergde het 'Serafijns college' voor middelbare scholieren. Dit college werd in 1931 naar Aalst verhuisd en de schoolbibliotheek verhuisde mee.
Rond 1970 telde het klooster 20.000 tot 25.000 boeken en veel tijdschriften. De kostbaarste boeken werden sindsdien overgebracht naar Antwerpen en Leuven. Heel wat publicaties gingen naar het KADOC.
Anno 2012 was deze bibliotheek een bewaarbibliotheek waar de circa 15.000 werken werden bewaard die niet meer actueel in gebruik waren door de bewoners van het klooster, die naargelang hun studies en belangstelling over een eigen kleine bibliotheek beschikten.
De bewaarbibliotheek, in totaal 51 rekken, was onderverdeeld in: Vlaamse sermoenen - hagiografie - devotieboeken - ascetica - theologie en moraal - H. Schrift - kerkvaders - liturgie - kerkgeschiedenis - franciscaanse literatuur - ascetische literatuur - catechese - apologetica - pedagogie - filosofie - Nederlandse letterkunde - literatuur in andere talen - geschiedenis - biografieën - aardrijkskunde - sociologie - wetenschappen. De voornaamste homogene verzameling had betrekking op de franciscanen en de kapucijnen in de Nederlanden. Een aantal werken behoorde tot de preciosa, merkwaardige boeken met lederen banden.
De bibliotheek was niet toegankelijk voor derden. Toen de drie laatste kapucijnen in oktober 2020 het klooster verlieten, was de bibliotheek opgedoekt. De belangrijkste boeken, die beantwoorden aan wat algemeen in de bibliotheek van een klooster van kapucijnen wordt aangetroffen, werden overgebracht naar het klooster in Meersel-Dreef, dat dateert uit de 17de eeuw en als een Memoriaal van de kapucijnen wordt bewaard.
In oktober 2020 werd tijdens een veiling van het Brugse veilinghuis Van de Wiele een groot deel van de kloosterbibliotheek verkocht, met onder meer de boeken die destijds door vicaris-generaal Mgr. Antoon Weemaer (1812-1875) aan de kapucijnen was geschonken. Meestal 'Brugensia', dragen ze het ex libris van de schenker, met zijn wapenspreuk 'In hoc signo vinces'. Antoon Wemaer, was in het Brugse bisdom de behartiger van de Noordpoolmissies. Hij was ook de leidinggevende raadsman van Guido Gezelle in zijn activiteiten als politiek journalist.